# Porąbka (powiat limanowski)
Porąbka – wieś w Polsce położona w województwie małopolskim, w powiecie limanowskim, w gminie Dobra.
W latach 1975–1998 miejscowość należała administracyjnie do województwa nowosądeckiego.

## Części wsi
Integralne części wsi Porąbka:  Butorówka, Do Białonia, Do Cygali, Do Judki, Do Liszki, Do Nawieśniaka, Do Pali, Do Piechówki, Folwark, Jopły, Kalety, Kozy, Krzaki, Łysarzówka, Piwkówka, Podlas, Rola, U Czarnego, Za Ulicą.

## Historia
W dniach 1, 20 i 24 sierpnia 1944 Niemcy dokonali pacyfikacji wsi. W wyniku akcji śmierć poniosło 12 osób. Hitlerowcy spalili 67 gospodarstw.

## Zabytki
- pomnik upamiętniający ofiary pacyfikacji w 1944 roku.

## Turystyka
- szlak czarny ze Skrzydlnej na Śnieżnicę, przez Pieninki Skrzydlańskie oraz Porąbkę[7].